# はめられて Road to Love
『はめられて Road to Love』（はめられて ロード トゥ ラブ）は、横山翔一監督の日本映画。略称は「はめロー」。

## 概要
2016年製作。横山翔一の映画美学校フィクション・コース第17期高等科修了制作作品であり、その後ゆうばり国際ファンタスティック映画祭2017にて北海道知事賞を受賞した作品。
東京では2017年4月8日、9日の2日間のみ高円寺UNKNOWN THEATERで劇場公開された
本作は横山の商業デビュー作、『新橋探偵物語』の前日譚ともなっている。
2019年9月25日、特典映像として横山のショートムービー作『たちんぼ』(2014年、16分)、『おまつり』(2016年、4分)を追加したうえでオールインエンタテインメントからDVDソフト化。

## ストーリー
新橋の映像制作会社「新橋映像社」に勤める真中晴男。片思い中の同僚・美勢カオリが退社するとあって送迎会を開き、泥酔した彼女を家まで送り届けるが、部屋にある大量のアダルトビデオを見つけてしまう。映っていたのは香織の姉・穂波であった…。

## キャスト
真中晴男
演 - 大重わたる
映像制作会社「新橋映像社」社員。遅刻癖があり仕事もできないが愛される男。
美勢カオリ
演 - 斎藤結女
晴男が片思い中の同僚。行方不明の姉を追い、AV女優になった姉を最新作で確認している。
穂波
演 - 菊池明明
カオリの姉でAV女優。「はめられて 穂波18歳」でデビューし、現在27歳。失踪中。
磯野
演 - 岡野康弘
新橋映像社の社員。
小池
演 - 松原一郎
新橋映像社の社員。
浅田由佳子
演 - 西辻こずえ
新橋映像社の社長。
権座我鳴
演 - 近藤善揮
映像制作会社GOカンパニー代表。穂波の専属メーカー。
前張達郎
演 - 伊神忠聡
巨根のゲイ俳優。
梶原　
権座の専属ドライバー。穂波と逃亡している。
演 - 後藤剛範
上家
演 - 尾倉ケント
GOカンパニー社員。
リンダ嬢
演 - 小見美幸

たちんぼミカ
演 - 谷口由里子

たちんぼ
演 - 木村香代子（特別出演）

刑事
演 - ひとみちゃん、矢野昌幸
三つ編み頭とボサボサ頭の凶悪刑事。

## 音楽
オープニング曲
「RTH」Btype Qualia
挿入歌
「Monday -Start Over-」TETSUNO
エンディング曲
「Life Goes on」TETSUNO　歌：ステファニー
「GDEM」TETSUNO

## スタッフ
- 監督・脚本・編集：横山翔一
- 脚本：奥山雄太
- 撮影：中村佳寛
- 撮影助手：鎌田輝恵
- 照明：木村清孝、永野誠斗、葛野雅貴
- 録音：戸根広太郎、竜口昇、吉原裕幸、山田昌平
- 美術：坂田科申、山口佳奈、佐伯真紀子
- 編集：坂田科申、横山翔一
- ヘアメイク：富士子
- 特殊メイク：石田光、三富智恵
- 演出：大野歩、千田良輔
- 制作：落合彰吾、飯島明、久間木達郎
- 整音：戸根広太郎
- 音楽：伊藤資隆
- 製作・発売元：映画美学校

## 受賞歴
- ゆうばり国際ファンタスティック映画祭 2017 北海道知事賞